# 白沙山 (普陀)
白沙山位於中國浙江省舟山市普陀區。前白沙鄉政府曾駐於島上。
島上地勢平坦，最高點海拔82米，南北長2.5公里，東西闊1.8公里。

## 氣候
島上氣候溫和，全年平均氣溫為16°C，最暖的七月平均24°C，最冷的一月平均8°C。年均降雨為2,002毫米，最潮濕的六月為335毫米，最乾旱的一月為74毫米。

## 註
1. ↑  由Viewfinder Panoramas的高度資訊（DEM 3"）計算[3]。完整算法請見此。